# Praça Argentina
A Praça Argentina é uma praça localizada em Porto Alegre, capital do estado do Rio Grande do Sul. Fica ao lado da Santa Casa de Misericórdia de Porto Alegre, entre a Avenida João Pessoa e o prédio da Escola de Engenharia da UFRGS.
Já foi denominada de Ladeira do Oitavo e Ladeira do Portão e, em 1858, de Praça da Independência. Em 1921 recebeu o atual nome, em homenagem ao país que faz fronteira com o Rio Grande do Sul, a Argentina.
Em 1927, o prefeito Otávio Rocha iniciou uma reforma na praça, construindo muralhas de contenção na parte leste, em frente à Escola de Engenharia, jardim, escadarias e sanitários, concluída em 1929.
Em 1935 recebeu um pequeno monumento oferecido pela colônia argentina em Porto Alegre. Conta, ainda, com o Monumento a Apolinário Porto-Alegre, Homenagem ao 1º Centenário Farroupilha, um busto de José de San Martín (que originalmente estava alocado de frente ao Monumento aos Açorianos, e que foi restaurado e realocado na Praça Argentina), e frades de pedra, remanescentes dos antigos frades que eram instalados diante das casas para amarrar cavalos e outros animais de montaria e tração. 

## Galeria

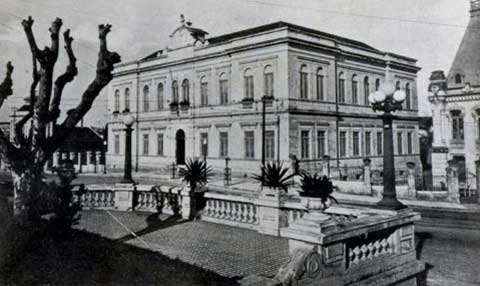
A Praça Argentina no início do século XX; ao fundo, prédio da Escola de Engenharia da UFRGS.
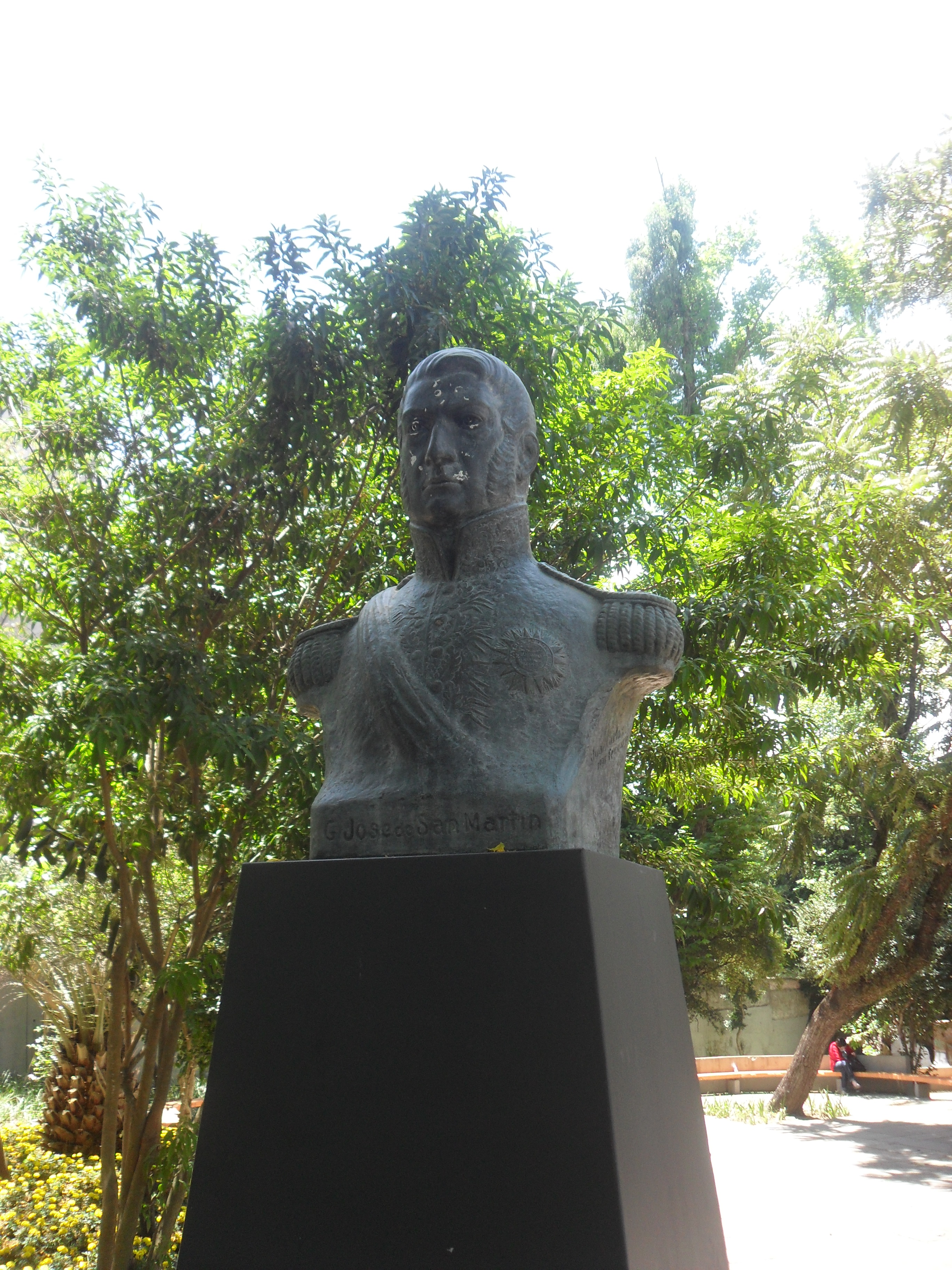
Busto de San Martín.